# Juto-astečki (jezična porodica)
Uto-Aztecan (MexSp uto-aztecas; Juto-astečki) /ime dolazi po plemenskim imenima Juti (eng. Utes) i Asteci (MexSp Azteco ili Azteca), etnolingvistička porodica Američkih Indijanaca iz Meksika i zapadnih Sjedinjenih Država, čini glavnu granu Velike porodice (phylum, super-stock) Aztec-Tanoan. Većina jezika ove porodice prije je klasificirano ex-porodici Uto-Aztec-Tanoan, koja je obuhvaćala porodice Uto-Aztecan, Kiowan, Tanoan i Zunian. Danas se Zunian klasificira kao izolirana samostalna porodica, a porodice Kiowan i Zunian dovode se u vezu i povezuju u zajedničku porodicu Kiowa-Tanoan. 
Porodica Uto-Aztecan dijeli se na osam glavnih skupina (grana), četiri od njih čine šošonske skupine i 4 Sonoran skupine. Obuhvaća 61 jezik
a) Shoshonean ili sjeverne juto-astečke skupine spadaju: 
1. Numic sa: 
Western Numic (prije nazivana Plateau Shoshonean) u koju pripadaju plemena Northern Paiute, Western Mono, Eastern Mono, Owens Valley Paiute i Bannock.
Skupina Southern Numic obuhvaća plemena i njihove dijalekte: Northern Ute, Tumpanogots, Pahvant, Fish Lake, Red Lake, Southern Ute, Paiute, Chemehuevi, Kawaiisu, Las Vegas, Shivwits, Uinkarets, Kaibab i Moapa.
Središnju grupu (Central Numic) čine pravi Shoshoni, to su: Gosiute, Weber Ute, Wind River, Comanche, Western Shoshoni, Sheep Eater Shoshoni ili Tukuarika, Lemhi Shoshoni, Northern Shoshoni i Panamint ili Koso.
2. skupina Shoshona je Tübatulabal koji se dijele na 3 lokalne grupe;
3: Hopi;
4: Takic. Takic skupina obuhvaća plemena Šošona iz južne Kalifornije: Acjachemem ili Juaneño, Luiseño, Cupeño, Gabrieleño, Fernandeño, Nicoleño, Cahuilla, Aguas Calientes, Serrano, Alliklik, Vanyume.
b) U južnne juto-astečke skupine pripadaju grane Sonoran sastoji se od 3 skupine i nahuan: 
Sonorska skupina
b1. Taracahitian ili Yaquian s plemenima Tarahumara, Yaqui, Mayo, Cinaloa, Ópata, Tubar, Eudeve, Acaxee, Xixime, Zoe, Suma, Tahue, Pacaxe, Hine, Hio, Tehueco, Nio, Ocoroni, Achire, Nacosura, Aibine, Ahome, Comanito, Tepahue, Temori, Baimena, Batuc, Chinarra, Mocorito, Sabaibo, Guasave, Hume, Jova, Jumano, Macoyahui, Chizo, Concho, Vacoregue, itd.
b2. Druga skupina Corachol ili Coran obuhvaća Indijance Cora s ograncima Coano, Huaynamota i Zayahueco;  Huichol; Tecual i Guachichil.
b3. Treća Piman: Ova skupina obuhvaća grupe Pima, Papago, Pima Bajo, Colotlan, Tepehuane, Vigitega, Potlapigua, Yecora, Himeri, Piato, Ure.
b4. Tubar
Skupina Nahua koja obuhvaća slavna plemena Tolteci, Aztec, Totorame, Tlaxcalteca, Tepeaca, Michoaca, Quauhquecholteca, Sigua, Pochutla, Nahuatlate, Meztitlaneca, Zacateco, Lagunero, Cazcan, Desaguadero, Tecuexe, Nicarao, Pipil, Sayultec, itd.

## Vanjske poveznice
- Ethnologue (14th)
- Ethnologue (15th)
- Uto-Aztecan stock  Arhivirana inačica izvorne stranice od 9. prosinca 2012. (Wayback Machine)
- Tree for Uto-Aztecan  Arhivirana inačica izvorne stranice od 18. rujna 2008. (Wayback Machine)